# Kvadratroten ur 3
Kvadratroten ur 3 eller roten ur 3, är det positiva tal vars kvadrat är lika med 3. Talet skrivs som {\displaystyle {\sqrt {3}}.}
Kvadratroten ur 3 är ett irrationellt tal. Talet är även känt som Theodorus konstant, efter Theodorus från Kyrene. Avrundat till tio decimaler är talet 1,7320508076 (talföljd A002194 i OEIS)
Bråket {\displaystyle {\tfrac {97}{56}}} (1,7321...) är en approximation av kvadratroten ur 3.

## Geometri

Kvadratroten ur 3 är lika med avståndet mellan parallella sidor i en regelbunden sexhörning med sidlängden 1

Höjden i en liksidig triangel med sidlängden 1 delar triangeln i två kongruenta rätvinkliga trianglar, vilka var och en har en katet med längden 1/2. Enligt Pythagoras sats är då höjden i den liksidiga triangeln lika med
{\displaystyle {\sqrt {1-\left({\frac {1}{2}}\right)^{2}}}={\frac {\sqrt {3}}{2}}}
Av detta fås att
{\displaystyle \tan 60^{\circ }={\sqrt {3}}}

Ytterligare geometriska egenskaper kopplade till {\displaystyle {\sqrt {3}}}:

Kvadratroten ur 3 är lika med längden av rymddiagonalen i en enhetskub

- Kvadratroten ur 3 är avståndet mellan parallella sidor i en regelbunden sexhörning med sidlängden 1.
- Kvadratroten ur 3 är också lika med  längden av rymddiagonalen i en enhetskub.
- En inskriven cirkel i en liksidig triangel med sidlängden kvadratroten ur tre har diametern 1.[2]